# Hallaton
Hallaton è un paese di 523 abitanti della contea del Leicestershire, in Inghilterra.